# Heterospathe scitula
Heterospathe scitula är en enhjärtbladig växtart som beskrevs av Edwino S. Fernando. Heterospathe scitula ingår i släktet Heterospathe och familjen Arecaceae. Inga underarter finns listade i Catalogue of Life.